# Hans Jünkermann
Hans Junkermann (Tönisvorst, 6 de mayo de 1934 - Krefeld, 11 de abril de 2022) fue un ciclista alemán.

## Biografía
Fue profesional de 1956 a 1973. Destacó también en pista al ganar varias pruebas de Seis Días. En la modalidad en ruta destacaron sus buenos resultados en el Tour de Francia: 4.º en 1960, 5.º en 1961, 9.º en 1963, 9.º en 1964 y 11.º en 1967.

## Palmarés

### Pista
1965
- Campeón de Europa en americana

1969
- Campeón de Europa de medio fondo

### Ruta
| 1954 - Tour de Düren 1955 - 2.º en el Campeonato de Alemania de ciclismo en ruta 1957 - Campeonato de Zúrich 1958 - 2.º en el Campeonato de Alemania de ciclismo en ruta - 1 etapa de la Vuelta a Suiza 1959 - Campeonato de Alemania en Ruta - Vuelta a Suiza, más 1 etapa 1960 - Campeonato de Alemania en Ruta 1961 - Campeonato de Alemania en Ruta | 1962 - Vuelta a Suiza, más 2 etapas - 1 etapa de la Dauphiné Libéré 1963 - Gran Premio de Fráncfort 1964 - 3.º en el Campeonato de Alemania de ciclismo en ruta 1965 - 3.º en el Campeonato de Alemania de ciclismo en ruta 1967 - 3.º en el Campeonato de Alemania de ciclismo en ruta 1968 - 3.º en el Campeonato de Alemania de ciclismo en ruta |

## Resultados en las grandes vueltas
| Carrera         | 1957 | 1958 | 1959 | 1960 | 1961 | 1962 | 1963 | 1964 | 1965 | 1966 | 1967 |
| --------------- | ---- | ---- | ---- | ---- | ---- | ---- | ---- | ---- | ---- | ---- | ---- |
| Giro de Italia  | -    | 13.º | 11.º | 14.º | 6.º  | -    | -    | -    | -    | -    | -    |
| Tour de Francia | -    | -    | -    | 4.º  | 5.º  | Ab.  | 9.º  | 9.º  | 25.º | -    | 11.º |
| Vuelta a España | -    | -    | 15.º | -    | -    | -    | -    | -    | 7.º  | -    | -    |
| Mundial en Ruta | 31.º | 7.º  | -    | 6.º  | 10.º | 17.º | 22.º | 15.º | 21.º | -    | 25.º |